# Банков съюз
Банковият съюз на Европейския съюз е иницииран през 2012 г. като отговор на предизвикателствата на дълговата криза в Еврозоната. Той представлява съществено допълнение към Икономическия и паричен съюз, като основната му задача е да прехвърли част от правомощията на държавите в банковия сектор на европейско ниво. Банковият съюз се състои от три основни елемента: Единен надзорен механизъм, Единен механизъм за преструктуриране и Единна нормативна уредба.
Към момента в Банковия съюз участват всички страни от Еврозоната.

## Причини за създаването
Идеята за създаване на съвместна банкова регулация на европейско равнище се появява още през 90-те години, но редица политически фактори пречат на осъществяването ѝ. Сред тях най-съществени са желанието на държавите членки на ЕС да запазят инструментите си за финансова репресия и икономически национализъм.
Кризата от 2008 г. променя обстановката, като дестабилизира банковия сектор в страните от Еврозоната. Това налага в голяма част от държавите проблемните банки да бъдат рекапитализирани с финанси от националните бюджети, което от своя страна повиши външния дълг на страните и съответно доведе до разрастване на дълговата криза в Еврозоната.
Изброените последици извеждат на преден план необходимостта oт по-тясно сътрудничество в областта на Икномическия и паричен съюз и от по-голяма интеграция в областта на банковото дело. В отговор на тези нужди е и представена идеята за Банков съюз през 2012 г. .

## Цели
Една от основните цели на Банковия съюз е да осигури надзор над банките в Еврозоната, за да намали вероятността от неплатежоспособност на банките и да предотврати евентуални кризи. В случай, че се установи, че някоя от банките е изправена пред проблем, Банковият съюз трябва да разполага с механизми за навременна намеса и да гарантира, че в при евентуален фалит на банка, разходите за това ще бъдат поети на първо място от акционерите и кредиторите на банката. Това ще предотврати възможността рефинансирането на банките да се случва за сметка на данъкоплатците и ще повиши доверието в банковия сектор и в еврото, като валута.

## Елементи

### Единен надзорен механизъм
Единният надзорен механизъм е създаден през март 2013 г., като основната му задача е да гарантира надзора на банките в държавите, включени в Банковия съюз. Надзорът е поделен между Европейската централна банка (ЕЦБ) и националните централни банки на държавите членки, като ЕЦБ упражнява надзор върху по-важните и по-големи банки в държавите от Банковия съюз, а националните централни банки – върху по-малките банки на тяхната територия.
Със създаването на Единния надзорен механизъм ЕЦБ разширява своите правомощия и поема част от надзорните функции на държавите членки от Еврозоната. 

### Единен механизъм за преструктуриране
В случай, че някоя банка фалира, въпреки по-строгия надзор, Единният механизъм за преструктуриране гарантира, че тя ще бъде преструктурирана, без да бъдат използвани държавните бюджети. Ако вноските на акционерите и кредиторите на банките все пак се окажат недостатъчни, в рамките на Единния механизъм за преструктуриране е предвидено и друго средство за финансиране на подобни случаи – Единен фонд за преструктуриране. Средствата в него ще бъдат набирани от вноски на банките, част от Единния надзорен механизъм.

### Единна нормативна уредба
Единната нормативна уредба всъщност е основата на Банковия съюз и представлява набор от законодателни актове (директиви и регламенти), с които всички финансови институции трябва да се съобразяват. Тази законова рамка поставя изисквания за банките, които да осигурят по-добра защита на банките, по-нискорисково поведение, по-голяма сигурност за депозиторите и да снижат възможностите за банкови фалити.